# Gints Zilbalodis
Gints Zilbalodis, né en 1994, est un animateur, scénariste et réalisateur de film d'animation letton.

## Biographie
Après avoir réalisé plusieurs courts métrages d'animation, Zilbalodis a sorti son premier long métrage d'animation Ailleurs (2019), pour lequel il écrit lui même le scénario et compose la musique. Ailleurs a reçu un prix au Festival international du film d'animation d'Annecy et une nomination pour le Annie Awards pour ses réalisations exceptionnelles en musique de long métrage. Il remporte la même année le prix Lielais Kristaps dans la catégorie meilleur film d'animation,, et partage la Cigogne d’or du meilleur film d’animation avec J'ai perdu mon corps de Jérémy Clapin au FEFFS.
Il fait partie du jury du festival d'animation international Animasyros de Ermoúpoli ayant lieu du 20 au 25 septembre 2022.
Le long métrage d'animation de Zilbalodis, Flow, a participé à la section Un certain regard du Festival de Cannes 2024,,. Le film a également été projeté au Festival La Rochelle Cinéma,,. Le 5 janvier 2025, Flow remporte le prix du meilleur film d'animation lors de la 82e cérémonie des Golden Globes,.
En novembre 2024, Zilbalodis est nommé le Rigois de l’année 2024 par la municipalité de Riga.

## Filmographie
- 2014 : Prioritātes (court métrage)
- 2015 : Inaudible (Nedzirdams) (court métrage)
- 2017 : Oasis (Oāze) (court métrage)
- 2019 : Ailleurs (Projām)[15],[16]. Le film reprend et développe le sujet abordé dans le court métrage Oasis[17]
- 2024 : Flow (Straume)[18],[19],[20]

## Distinctions

### Récompense
- César 2025 : meilleur film d'animation pour Flow
- Golden Globe 2025 : meilleur film d'animation pour Flow
- Oscars 2025 : meilleur film d'animation pour Flow